# 黄孝德
黄孝德（1934年3月—2020年9月4日），湖南平江人，中国训诂学家、辞书学家。武汉大学中文系教授，中国辞书学会理事。
1962年毕业于武汉大学，师从刘赜、黄焯等先生。1975年后，担任《汉语大字典》武汉大学编写组成员。

## 出版物
- 黄孝德. . 武汉大学出版社. 2015. ISBN 978-7-307-16535-9.
- 黄孝德 (编). . 武汉大学出版社. 2005. ISBN 7-307-04590-7.
- 黄孝德; 罗邦柱 (撰). 周大璞 , 编. . 武汉大学出版社. 2001. ISBN 7-307-00261-2.

主要论文
- 黄孝德. . 辞书研究. 1983, (2): 149–156. ISSN 1000-6125.
- 黄孝德. . 学术论坛. 1985, (11): 36–39. ISSN 1004-4434.
- 黄孝德. . 辞书研究. 1990, (5): 2–12.
- 黄孝德. . 武汉大学学报 (哲学社会科学版). 1994, (4): 75–81. ISSN 1671-881X.